# 14-й полк связи и радиоэлектронной борьбы
14-й полк связи и радиоэлектронной борьбы (англ. 14th Signal Regiment (Electronic Warfare)) — подразделение британского Королевского корпуса связи, чьим уникальным предназначением является обеспечение надёжной и устойчивой радиоэлектронной борьбы для поддержки командования наземными силами во время проведения военных операций. Единственный полк британской армии, который занимается электронными операциями, поддерживая военные операции Великобритании по всему миру. Базируется в Коудорских казармах у бывшей авиабазы Броуди, у Хаверфордуэста в Южном Уэльсе.

## История
14-й полк связи был сформирован 9 сентября 1959 в Лондоне для обеспечения связи подразделений с Министерством обороны, заменив ранее существовавший Полк военных коммуникаций, сетей и связи Армий Соединённого Королевства и Содружества (англ. United Kingdom Commonwealth Communications Army Network Signal Regiment). В 1960-е годы полк участвовал в различных учениях и военных операциях с подчинёнными ему подразделениями (в том числе и в развитии спутников связи типа Skynet. В 1962 году штаб-квартира полка переехала в Глостер, откуда в декабре 1968 года перебралась в Нортонские казармы в Вустере.
Основной ролью полка с 1969 года была поддержка Сети защитных коммуникаций на авиабазе Стэнбридж. Как часть 1-й группы войск связи, полк оказывал помощь подразделениям, воевавшим в различных горячих точках мира: Северной Ирландии, Ангилье и Гондурасе (1969), Иордании (1970), Объединённых Арабских Эмиратах (1971), Белизе (1972) и ещё 20 странах за последующие 4 года. 6 ноября 1976 деятельность полка закончилась после его слияния с 30-м полком связи в Бландфорд-Форуме в Дорсете, но уже 1 июля 1977 полк был возрождён как 14-й полк связи (радиоэлектронной борьбы) в Хильдесхайме. В состав полка вошли штаб-квартира и три эскадрона для обеспечения радиоэлектронной борьбы и помощи 1-му корпусу. 1-й эскадрон базировался в Лангелебене, 2-й в Везендорфе, 3-й вместе со штабом в Хильдесхайме. В апреле 1978 года полковая штаб-квартира была переведена в Айронсайдские казармы в Шёене, к северу от Целле, поближе ко всем подразделениям. В 1985 году полк перебазировался в Целле, в Таунтонские казармы: ранее там базировался 94-й артиллерийский полк, сейчас там располагается городская ратуша.
С 1992 года миссией полка стало ведение радиоэлектронной борьбы в помощь британским подразделениям вооружённых сил НАТО, особенно после образования Союзного корпуса быстрого реагирования. Реорганизация британской армии привела к перебазированию всего 14-го полка связи в Оснабрюк в апреле 1993 года с двумя полевыми эскадронами (226-м и 245-м), в то время как ещё один, 237-й, перебазировался в английский Халлавингтон. В декабре 1995 года в Коудорские казармы прибыли все подразделения полка из Германии, а 237-й присоединился к ним через полгода после оперативной командировки в Боснию и Герцеговину.
После просьбы об отправке пяти вспомогательных эскадронов в Афганистан 224-й эскадрон связи был сформирован специально 21 июня 2004 из личного состава Королевского корпуса связи, Разведывательного корпуса и британских ВВС. Эскадрон базировался на авиабазе Дигби в Линкольншире вплоть до своего роспуска в 2009 году.

## Состав полка
- 223-й эскадрон связи
- 226-й эскадрон связи
- 237-й эскадрон связи
- 245-й эскадрон связи
- Вспомогательный эскадрон

## Операции
| Операция     | Страна                 | Год       |
| ------------ | ---------------------- | --------- |
| CORPORATE    | / Фолклендские острова | 1982      |
| GRANBY       | Ирак                   | 1991-1992 |
| RESOLUTE     | Босния и Герцеговина   | 1995-1996 |
| AGRICOLA     | / Косово и Метохия     | 1999      |
| TELIC 3-13   | Ирак                   | 2002-2009 |
| FINGAL       | Афганистан             | 2001-2002 |
| HERRICK 4-20 | Афганистан             | 2006-2014 |

## Символика
Эмблема полка была представлена 28 мая 1982: синий щит с белой лошадью и белой молнией над лошадью. Ранее эмблемой полка был герб Глостера.

## Почести
- Почётный гражданин города Глостер: 28 апреля 1966
- Почётный гражданин города Целле: 10 июля 1987
- Почётный гражданин города Сент-Дейвидс: 12 мая 1997
- Почётный гражданин города Хаверфордуэст: 10 февраля 2009[2]

## Дружественные подразделения
- Эскадра Y Флота Великобритании
- 7-й полк связи[англ.]
- 21-й полк радиоэлектронной борьбы[англ.]
- 102-я рота радиоэлектронной борьбы
- 320-й телекоммуникационный полк
- 54-й полк связи
- 66-я бригада военной разведки[англ.]